# Carles Puyol
Carles Puyol i Saforcada  (La Pobla de Segur, 13. travnja 1978.) je bivši španjolski nogometaš koji je igrao za Barcelonu i španjolsku reprezentaciju.
Iako je u siječnju 2013. produžio svoj ugovor s FC Barcelonom do ljeta 2016. godine, Puyol je 4. ožujka 2014. najavio da krajem te nogometne sezone zbog zdravstvenih razloga prestaje igrati za klub. U svibnju je završio svoju profesionalnu nogometnu karijeru i bio angažiran u športskom menadžmentu FC Barcelone.

## Vanjske poveznice
- Personal Website